# Prioro
Prioro es un municipio y villa española de la provincia de León, en la comunidad autónoma de Castilla y León. Cuenta con una población de 349 habitantes (INE 2024). Está a una distancia de 86 km de León

## Geografía

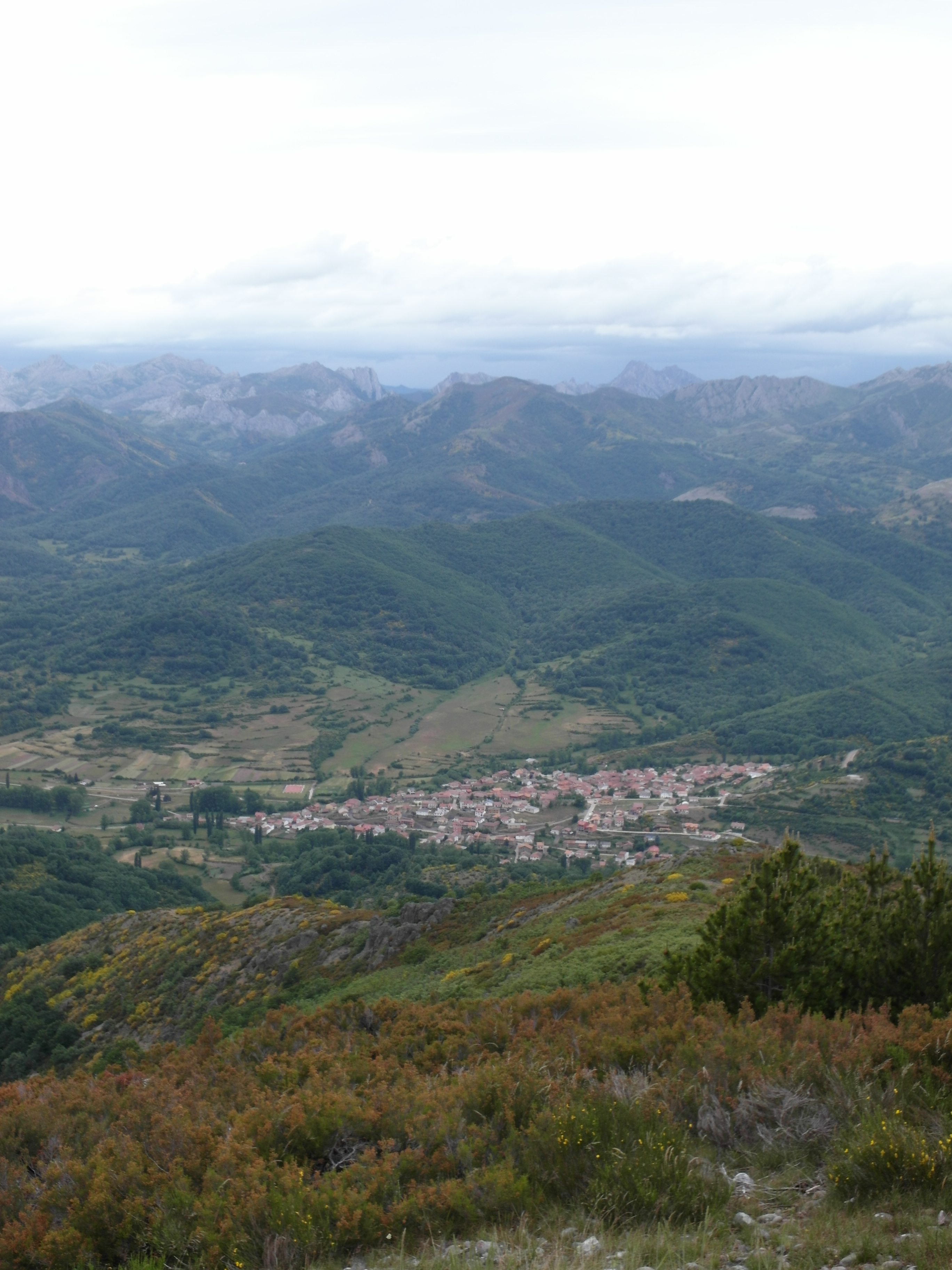
Prioro visto desde el este

Se puede llegar por la carretera LE-234 desde Puente Almuhey (León), que entra en el término o límite de Prioro por el desfiladero de Las Conjas y sale por el puerto de El Pando, a 1432 m de altura. El término de este pueblo abarca poco más de 49 km² y forma, con el pueblo de Tejerina, un municipio con ayuntamiento en Prioro.
Uno de los caminos de Gran Recorrido de España, el GR-1, que va desde Ampurias (Gerona) hasta Finisterre (La Coruña) pasa por Prioro. Se puede entrar por el Puerto de Monteviejo viniendo desde Besande y salir por la zona llamada El Corral de Los Lobos, por donde el camino entra en el término de Tejerina.
En este municipio nace el río Cea que se junta con el río Codijal.
También la Cañada Real Leonesa Oriental, utilizada para la trashumancia, atraviesa el término de Prioro desde Las Lomas, en el suroeste del término, hasta el puerto de El Pando, en el norte.

## Naturaleza

### Flora
Hay que destacar los bosques de roble melojo y haya. También hay chopos, pinos, saúcos, fresnos, majuelos, mostajos, tejos, acebos, cerezos, andrinos, piornos, escobas, brezos, etc.

### Fauna
Además de la fauna doméstica (vacas, cabras, ovejas y caballos) se pueden encontrar jabalíes, corzos, rebecos, águilas culebreras y ratoneras, búhos, lechuzas, cucos, alimoches, cigüeñas, milanos, buitres, urogallos, zorros, osos, lobos, etc.

## Demografía
Cuenta con una población de 349 habitantes (INE 2024).
| Gráfica de evolución demográfica de Prioro entre 1857 y 2021 |
| |
| Población de derecho según los censos de población del INE Población de hecho según los censos de población del INE Entre el censo de 1857 y el anterior aparece este municipio porque se segrega de Valderrueda |

## Patrimonio

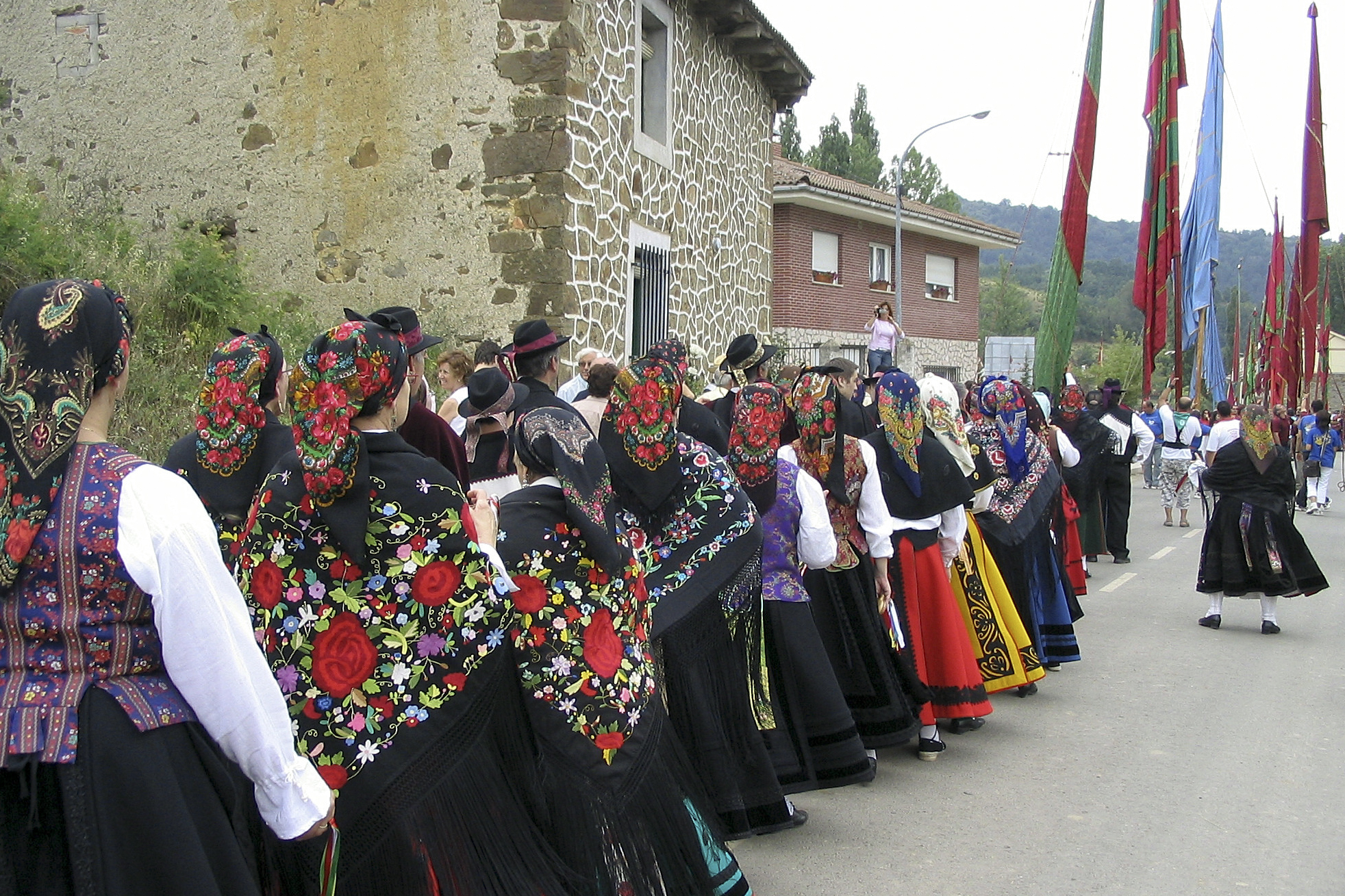
Fiesta de la Trashumancia

- Trece hórreos en buen estado: los hay de cuatro aguas y de dos aguas, de madera y con el tejado cubierto de teja.
- Iglesia parroquial de Santiago (siglo XVIII).
- Ermita del Santo Cristo.
- Corral de la Cabaña: se puede llegar a este camino por el camino que conduce al paraje llamado El Mental.
- Ermita de Retejerina: En Tejerina
- Ermita de la Virgen de El Pando: subiendo el puerto de El Pando, a la altura del punto kilométrico 16 de la LE-234.
- Parte de la calzada romana: cerca de la ermita de la Virgen de El Pando, siguiendo el camino hasta el alto de la loma y entrando en un hayedo se pueden ver unos pocos metros de esta calzada que atravesaba el término de Prioro desde el desfiladero de Las Conjas hasta ese punto.
- Corral de los lobos: representación de una antigua ubicación utilizada en la antigüedad para el acorralamiento a los lobos para su posterior caza.

## Administración local

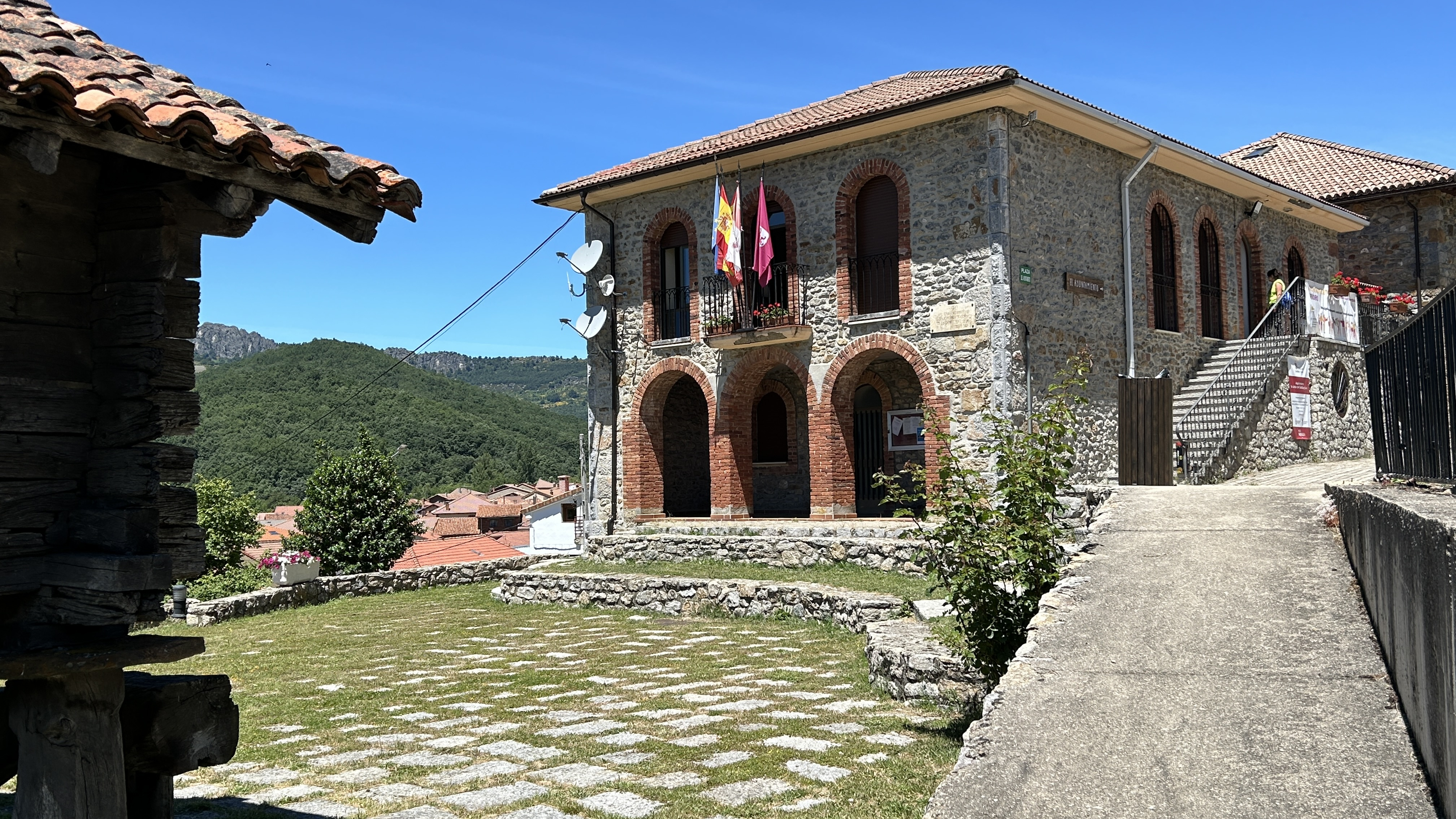
Ayuntamiento de Prioro (León)

La relación de alcaldes de Prioro desde 1979 es la siguiente:
| Periodo   | Nombre                               | Partido   |
| --------- | ------------------------------------ | --------- |
| 1979-1983 | Francisco Díez Fernández             | UCD       |
| 1983-1987 | Acacio Díez Fernández                | AP/PDP/UL |
| 1987-1991 | Acacio Díez Fernández                | AP        |
| 1991-1995 | Ildefonso Riaño González             | UPL       |
| 1995-1999 | Ildefonso Riaño González             | UPL       |
| 1999-2003 | Francisco José Escanciano Escanciano | PP        |
| 2003-2007 | Francisco José Escanciano Escanciano | PP        |
| 2007-2011 | Francisco José Escanciano Escanciano | PP        |
| 2011-2015 | Francisco José Escanciano Escanciano | PP        |
| 2015-2019 | Francisco José Escanciano Escanciano | PP        |
| 2019-2023 | Francisco José Escanciano Escanciano | PP        |
| 2023-act. | Manuel Herrero Guerra                | PP        |